# Oakmere
Oakmere är en by i civil parish Delamere and Oakmere, i distriktet Cheshire West and Chester, i Storbritannien. Den ligger i grevskapet Cheshire och riksdelen England, i den södra delen av landet, 250 km nordväst om huvudstaden London. Oakmere var en civil parish 1866–2015 när blev den en del av Delamere and Oakmere. Civil parish hade 543 invånare år 2001.